# 사하바

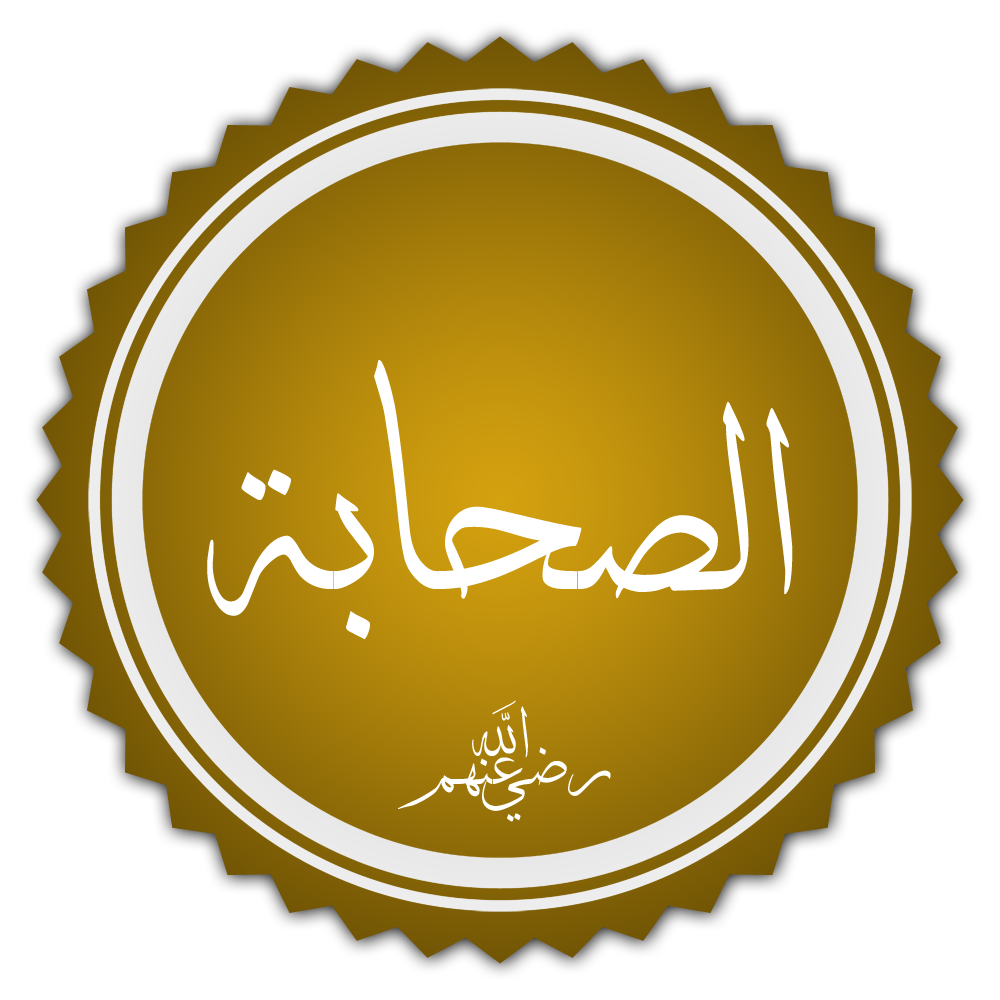

사하바(ṣaḥābah)는 이슬람 예언자 무하마드를 접한 사람을 의미한다. 무함마드의 생애 동안 무슬림으로서 그를 보거나 만났고 육체적으로 그의 면전에 있었던 그의 제자들과 추종자들이었다. 알사하바(Al-ṣaḥāba)는 명확한 복수형이다. 부정 단수형은 남성형 صَحَابِيٌّ(ṣaḥābiyy), 여성형 صَحَابِيَّةٌ(ṣaḥābiyyah)이다.
나중에 이슬람 학자들은 무함마드의 말과 행위, 꾸란이 계시된 사건, 이슬람 역사와 관습에 관한 기타 다양한 중요한 문제에 대한 증언을 받아들였다. 동료들의 증언은 신뢰할 수 있는 서술자(asānīd)를 통해 전수되었으며, 이는 이슬람 전통 발전의 기초가 되었다. 무함마드와 그의 동료들의 삶의 전통(hadith)에서 무슬림 생활 방식(sunnah), 그것이 요구하는 행동 강령(sharia), 그리고 무슬림 공동체를 규제해야 하는 법학(fiqh)이 도출되었다.
두 개의 가장 큰 이슬람 종파인 수니파와 시아파는 동료들의 증언의 가치를 평가하는 데 서로 다른 접근 방식을 취하고 있으며 서로 다른 하디스 컬렉션을 보유하고 있으며 결과적으로 샤하바에 대해 서로 다른 견해를 가지고 있다.
적어도 하나의 사하바를 알고 있었던 무함마드의 죽음 이후에 태어난 사하바 이후의 무슬림 2세대를 타비운(Tābi'ūn, 후계자)이라고 부른다. 적어도 하나의 타비(Tābi)를 알고 있었던 타비운 이후의 3세대 무슬림을 타비알타비인(tābi' al-tābi'īn)이라고 한다. 3대가 이슬람의 살라프(salaf)를 구성한다.